# Adolph Henke
Christian Heinrich Adolph Henke, född 12 april 1775 i Braunschweig, död 8 augusti 1843 i Erlangen, var en tysk läkare. Han var bror till juristen Eduard Henke.
Henke blev 1805 extra ordinarie professor i medicin i Erlangen, 1816 professor i fysiologi, patologi och rättsmedicin samt 1818 förste direktor för den kliniska anstalten. Åren 1825 och 1828 var han universitetets representant vid lantdagen. Han bidrog en hel del inom rättsmedicinens utveckling. Hans viktigaste arbeten inom denna vetenskap är Revision der Lehre von der Lungen und Athemprobe (1811) och den berömda Lehrbuch der gerichtlichen Medicin (1812; 13:e upplagan 1859). I den av honom grundlagda "Zeitschrift für die Staatsarzneikunde" (från 1821) verkade han för samma ändamål. Åren 1822-34 utgav han Abhandlungen aus dem Gebiete der gerichtlichen Medicin (fem band).